# Enrique Iglesias

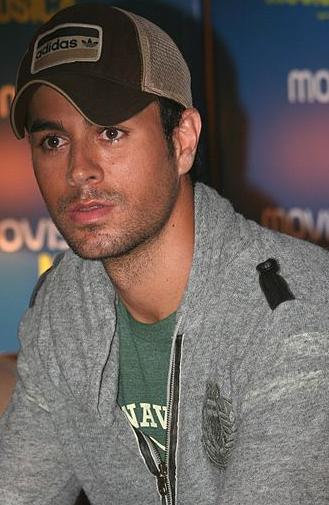
Enrique Iglesias 6 juni 2008

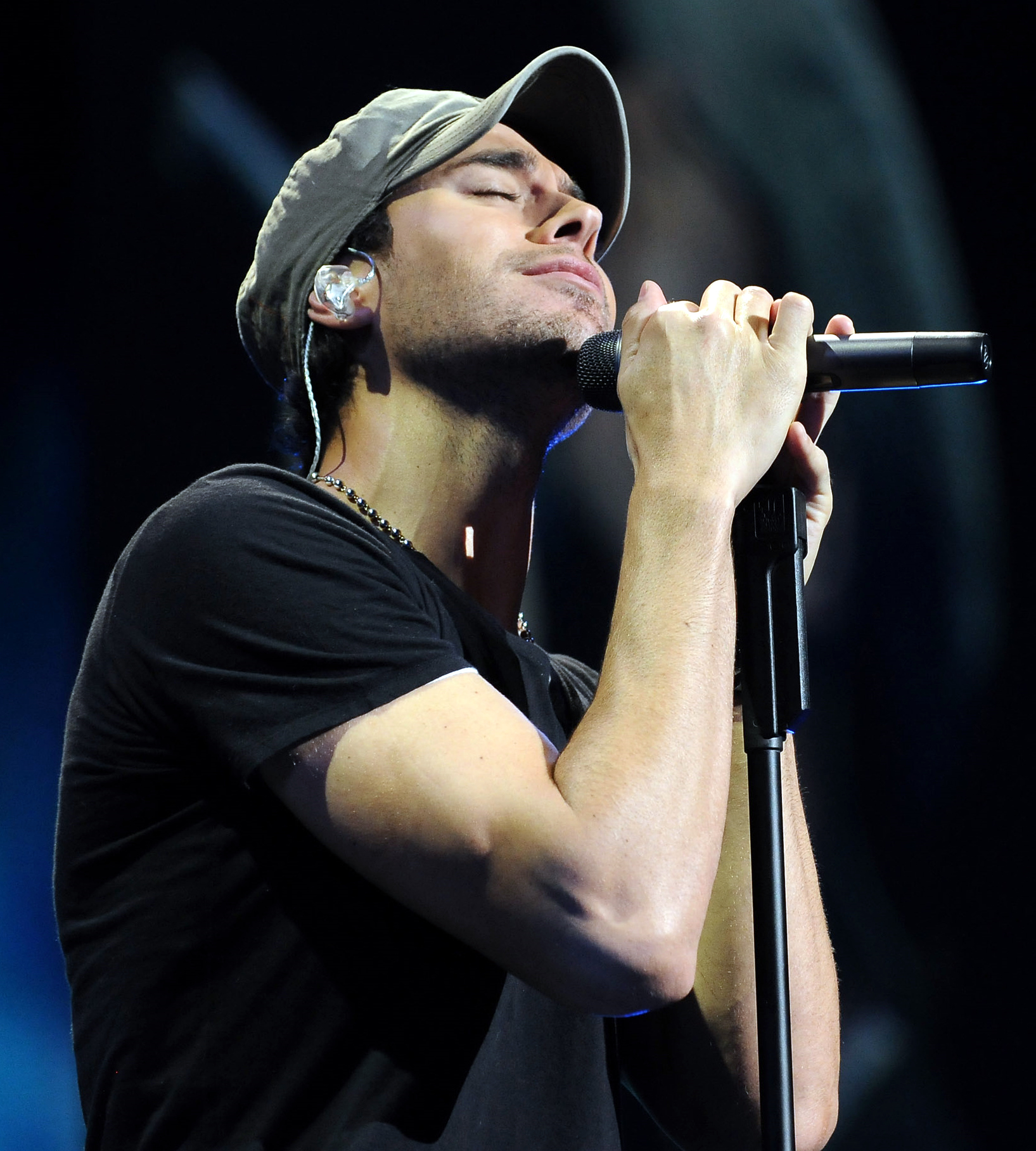
Enrique Iglesias 4 juni 2010

Enrique Miguel Iglesias Preysler, född 8 maj 1975 i Madrid i Spanien, är en spansk sångare. Han är son till sångaren Julio Iglesias och Isabel Preysler samt bror till Julio Iglesias Jr. och  Chábeli Iglesias.
Iglesias karriär inleddes på indieetiketten Fonovisa, vilket hjälpte honom att bli en av de mest populära artisterna i Latinamerika och på den latinska marknaden i USA, och att sälja fler spanskspråkiga album än någon annan artist under 1990-talet. Före millennieskiftet år 2000 gick han över till engelskspråkig populärmusik. Han signerade ett unikt kontrakt för flera album med Universal Music värt 48 miljoner dollar, där Universal Music Latino fick ansvaret att släppa hans spanskspråkiga album och Interscope de engelskspråkiga.
Hans album Hot Latin Tracks såldes i över 41 miljoner exemplar, vilket gjorde honom till en av de mest sålda spanska musikartisterna i världen.
Han släppte en ny singel vid namn "Turn The Night Up" 22 juni 2013.  Den andra singeln på albumet Sex+Love är en spansk duett som heter "Loco" som han sjunger med Romeo Santos och som släpptes 24 augusti 2013. Hans tredje singel heter Heart Attack och släpptes 8 oktober 2013. Hela albumet album "Sex+Love" släpptes den 18 mars 2014.
Efter det albumet har Enrique Iglesias enbart släppt singlar, fram tills 2021 då han släppte albumet "Final" som enligt honom kommer att bli hans sista. 
Enrique Iglesias är tillsammans med ryska före detta tennisspelaren Anna Kournikova sedan hösten 2001. De träffades under inspelningen av hans musikvideo till låten "Escape". Med henne har han två tvillingar, Lucy och Nicholas, födda 2017. 
Enrique har en svår relation till sin kände far Julio, som han sjunger om i låten Quizas from 2002. Enrique har berättat i en intervju att han inte talade med sin far på tio år och att fadern inte stöttat honom i hans karriär. 

## Diskografi

### Album
- (1995) Enrique Iglesias (Platinum U.S.) (9 miljoner sålda exemplar över hela världen)
- (1997) Vivir (Platinum U.S.) (6[3] miljoner sålda exemplar över hela världen)
- (1999) Enrique (Platinum U.S.) (6,8 miljoner sålda exemplar över hela världen) (Release Date: 11/23/1999)
- (2001) Escape och hero(x3 Platinum U.S.) (9 miljoner sålda exemplar över hela världen) (Release Date: 10/30/2001)
- (2002) Cosas del Amor (Gold U.S.) (Release Date: 4/23/2002)
- (2002) Quizás (x2 Platinum U.S.) (Release Date: 9/17/2002)
- (2002) Cosas Del Amor (Release Date: 4/23/2002)
- (2002) Vivir (Release Date: 4/23/2002)
- (2002) Enrique Iglesias (Release Date: 4/23/2002)
- (2003) 7 - #15 Australien [Platinum] (Release Date: 11/25/2003)
- (2004) Bailamos: Greatest Hits (Release Date: 4/28/2004)
- (2007) Insomniac (Release Date: 6/12/2007)
- (2008) 1 95/08 (Release Date: 03/25/2008)
- (2008) Enrique Iglesias: Greatest Hits
- (2010) Euphoria
- (2014) Sex and Love
- (2021) Final (Vol. 1)
- (2024) Final (Vol. 2)

### Singlar
Från Enrique Iglesias 
- 1995 "Si Tú Te Vas" #1 Latin (8 Weeks), #21 FR
- 1996 "Experiencia Religiosa" #1 Latin (3 veckor)
- 1996 "Por Amarte" #1 Latin (8 veckor)
- 1996 "No Llores Por Mí" #1 Latin
- 1996 "Trapecista" #1 Latin (5 veckor)

Från Vivir 
- 1997 "Enamorado Por Primera Vez" #1 Latin (12 veckor)
- 1997 "Solo En Ti" #1 Latin (10 veckor)
- 1997 "Al Despertar" #11 Latin
- 1997 "Lluvia Cae" #3 Latin
- 1997 "Miente" #1 Latin (4 veckor)
- 1997 "Revolución" #6 Latin

Från Cosas del Amor 
- 1998 "Esperanza" #1 Latin (4 veckor)
- 1998 "Nunca Te Olvidaré" #1 Latin

Från Enrique 
- 1999 "Bailamos" #1 U.S., #1 Latin, #4 UK, #11 Lettland, #6 FR (209 000 ex)
- 1999 "Rhythm Divine" #28 U.S., #1 Latin #45 UK, #27 FR
- 2000 "Be With You" #1 U.S., #8 Lettland, #43 FR
- 2000 "Sad Eyes" #14 Lettland
- 2000 "You Are My Number One" (med Alsou) #8 Lettland
- 2000 "Could I Have This Kiss Forever" (med Whitney Houston) #3 UK, #4 Lettland, #16 FR (123 000 ex)

Från Escape 
- 2001 "Hero" #3 1 U.S., #1 UK, #1 Latin, #1 Spanien #4 Lettland, #45 FR, #1 AUS
- 2002 "Escape" #12 U.S., #3 UK, #2 Lettland, #7 AUS
- 2002 "Don't Turn Off The Lights" #4 AUS
- 2002 "Love To See You Cry" #12 UK, #9 Lettland, #17
- 2002 "Maybe" #12 UK, #6 Latvia, #41 AUS
- 2003 "To Love A Woman" (Lionel Richie med Enrique Iglesias) #19 UK, #20 Lettland

Från Quizás 
- 2002 "Mentiroso" #1 Latin
- 2002 "La Chica De Ayer" #1 Soanien
- 2003 "Quizás" #1 Latin
- 2003 "Para Que La Vida" #1 Latin

Från Seven 
- 2003 "Addicted" #19 U.S., #11 UK, #6 Lettland
- 2004 "Not In Love" (med Kelis) #27 U.S., #5 UK, #10 Lettland, #36 FR, #15 AUS

Från Insomniac 
- 2007 "Do You Know (Ping Pong Song)"
- 2007 "Somebody's me"
- 2007 "Tired of being sorry"
- 2007 "Push"

New songs
- 2008 "Can you hear me (Euro 2008)"
- 2009 "Takin' back my love" (feat. Ciara)
- 2011 "Tonight (I'm loving You) - Clean
- 2011 "Tonight (I'm fucking you) - Dirty

### Blandat
- (1998) Bailamos Greatest Hits (Gold U.S.)*
- (1999) The Best Hits (Gold U.S.)*
- (2008) Enrique Iglesias: Greatest Hits

- 2010 Enrique Iglesias - It Must Be Love.
- 2011 Enrique Iglesias - I Like It (Feat. Pitbull)
- 2011 Enrique Iglesias - I Like How It Feels (Feat. Pitbull)
- 2012 Enrique Iglesias - Finally Found You (Feat. Sammy Adams)
- 2015 Enrique Iglesias - El Pérdon
- 2018 Enrique Iglesias - Move To Miami

## Filmografi (urval)
- 2003 – Once Upon a Time in Mexico
- 2006 – Två och en halv män (TV-serie)